# Zhang Hao
Zhang Hao (張昊S; Harbin, 6 luglio 1984) è un ex pattinatore artistico su ghiaccio cinese medaglia d'argento in coppia con Zhang Dan alle Olimpiadi di Torino 2006. Vanta, insieme alla stessa pattinatrice, anche tre medaglie d'argento e un bronzo vinti ai campionati mondiali. Attualmente, dal 2016, gareggia in coppia con Yu Xiaoyu.

## Biografia
Zhang Hao ha iniziato a gareggiare a livello juniores insieme a Zhang Dan, con la quale non è imparentato, vincendo due titoli mondiali di categoria nel 2001 e nel 2003. La coppia vanta inoltre due medaglie d'oro alla Finale Grand Prix juniores.
Nel 2002 è avvenuto il debutto senior in occasione dei Campionati dei Quattro continenti, vincendo subito la medaglia di bronzo. Lo stesso anno i due Zhang partecipano anche alle Olimpiadi di Salt Lake City 2002 piazzandosi undicesimi. Dopo una serie di prestazioni di vertice, ottengono il bronzo ai Mondiali di Mosca 2005.
La coppia si presenta tra i favoriti per il podio alle Olimpiadi di Torino 2006. Provando a realizzare in finale un quadruplo salto salchow, Zhang Dan cade violentemente sul ghiaccio infortunandosi a una gamba. La giuria concede quattro minuti di sospensione e successivamente i due Zhang riescono a portare a termine la loro routine vincendo la medaglia d'argento.
Dopo l'argento olimpico, Zhang Hao e Zhang Dan continuano a collezionare una serie di successi a livello internazionale, fra cui tre medaglie d'argento ai campionati mondiali e il loro secondo titolo ai Campionati dei Quattro continenti. Partecipano anche alla loro terza Olimpiade in occasione dei Giochi di Vancouver 2010, piazzandosi al quinto posto. 
Verso la fine della stagione 2010–11, Zhang Hao si è fratturato un dito della mano e in seguito ha avuto anche problemi alla spalla e alle vertebre cervicali. Inoltre il considerevole aumento di altezza avuto da Zhang Dan nel corso degli anni, passata da 1,63 m nel 2008 ai quasi 1,70 m di altezza raggiunti nell'agosto 2011, ha iniziato a rappresentare un problema per la prosecuzione dell'attività in coppia. Dan ha deciso infine di ritirarsi dall'attività agonistica nel maggio 2012, mentre dalla stagione 2012-13 Hao si è unito alla nuova compagna Peng Cheng.
Zhang e Peng prendono parte alle Olimpiadi di Soči 2014 piazzandosi all'ottavo posto. Restano ai piedi del podio ai Mondiali di Shanghai 2015 (206.63) dietro i connazionali Pang Qing e Tong Jian terzi classificati (212.77), e l'unico risultato di rilievo raggiunto dalla nuova coppia consiste nella medaglia d'argento vinta lo stesso anno ai Campionati dei Quattro continenti.
A partire dal 2016 Zhang Hao inizia a gareggiare insieme a Yu Xiaoyu, con cui vince la medaglia d'argento nella Finale Grand Prix 2016-17 e ottiene il quarto posto (211.51) ai Mondiali di Helsinki 2017 dietro la coppia russa composta da Evgenija Tarasova e Vladimir Morozov (219.03).
Disputa la sua quinta Olimpiade a Pyeongchang 2018 terminando all'ottavo posto.

## Palmarès

### Con Yu Xiaoyu
| Giochi olimpici                   |    | 8º |
| Campionati mondiali               | 4º | 7º |
| Campionati dei Quattro continenti | 4º |    |
| GP Finale                         | 2º | 6º |
| GP Cup of China                   | 1º | 2º |
| GP Skate America                  |    | 2º |
| GP Skate Canada                   | 2º |    |
| Giochi asiatici                   | 1º |    |
| Coppa Internazionale di Nizza     |    | 1º |
| Nazionali                         |    |    |
| Campionati cinesi                 |    | 1º |
| GP = Grand Prix                   |    |    |

### Con Peng Cheng

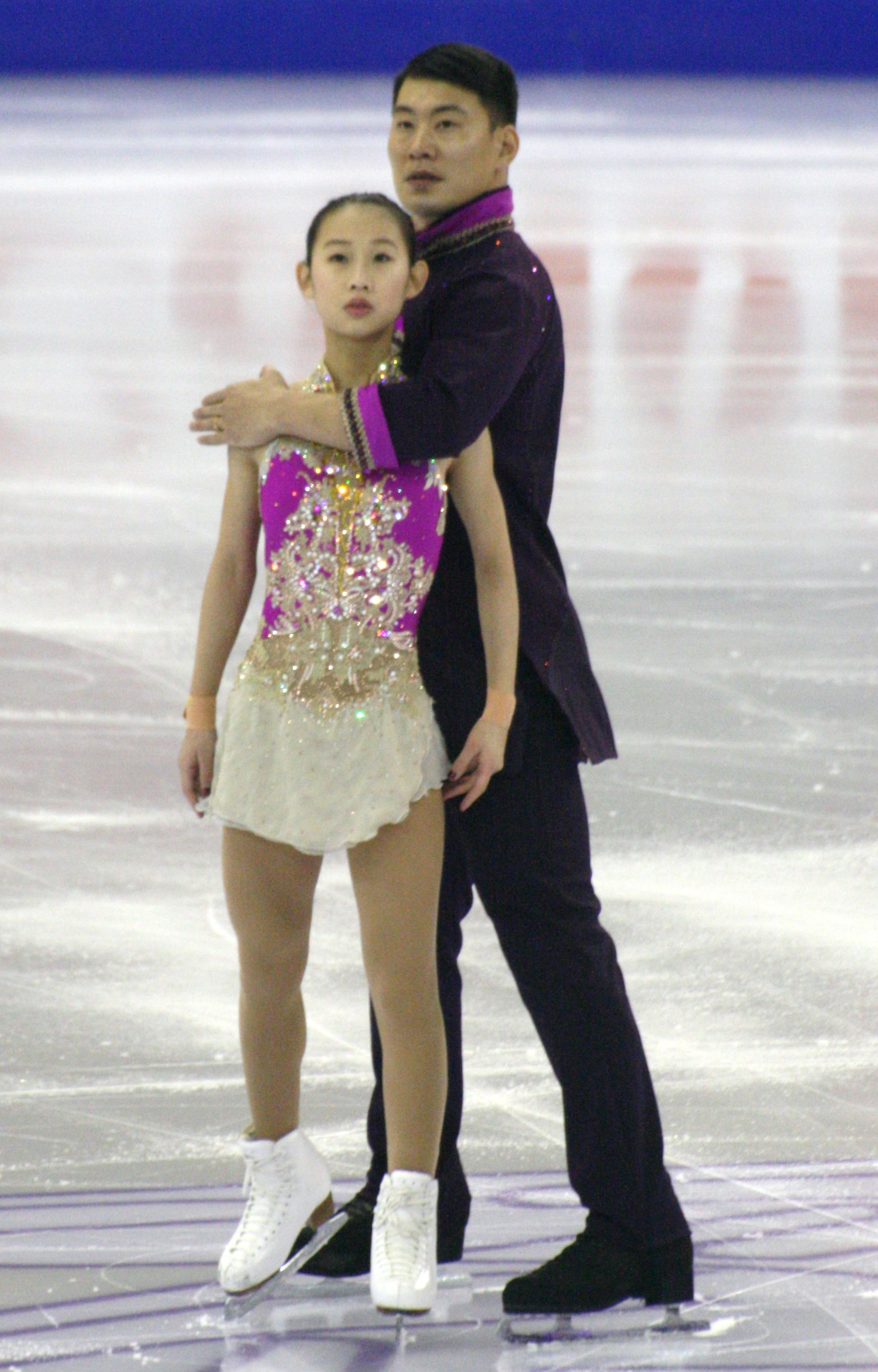
Zhang e Peng durante la Finale Grand Prix 2015-16

| Giochi olimpici                                                 |             | 8º |    |     |
| Campionati mondiali                                             | 11º         | 5º | 4º | 12º |
| Campionati dei Quattro continenti                               | 5º          |    | 2º |     |
| GP Finale                                                       |             | 4º | 4º | 6º  |
| GP Cup of China                                                 | 5º          | 3º | 1º |     |
| GP Cup of Russia                                                |             |    |    | 3º  |
| GP NHK Trophy                                                   |             | 2º |    |     |
| GP Skate America                                                |             |    | 3º |     |
| GP Trophée Eric Bompard                                         | 4º          |    |    | 4º  |
| Nazionali                                                       |             |    |    |     |
| Campionati cinesi                                               |             | 1º |    |     |
| Team events                                                     |             |    |    |     |
| World Team Trophy                                               | 5º T (3º P) |    |    |     |
| GP = Grand Prix; T = risultato squadra; P = risultato personale |             |    |    |     |

### Con Zhang Dan

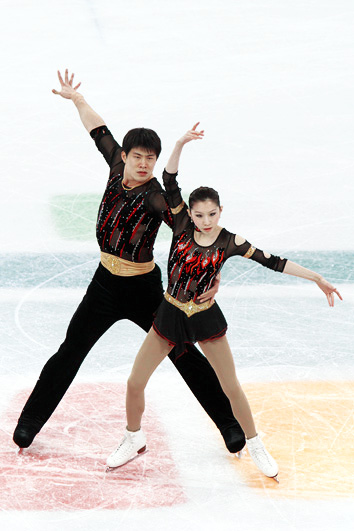
Zhang Hao e Zhang Dan alle Olimpiadi di Vancouver 2010

| Giochi olimpici                                                                                |    |    | 11º |    |    |    | 2º |    |    |            | 5º |  |    |
| Campionati mondiali                                                                            |    |    | 9º  | 6º | 5º | 3º | 2º | 5º | 2º | 2º         | 5º |  |    |
| Campionati dei Quattro continenti                                                              |    |    | 3º  | 3º | 2º | 1º |    |    | 2º | 3º         | 1º |  |    |
| GP Finale                                                                                      |    |    |     |    | 6º | 5º | 2º | 3º | 2º | 2º         | 6º |  | 4º |
| GP Cup of China                                                                                |    |    |     |    |    | 2º |    |    |    | 1º         | 2º |  | 2º |
| GP Cup of Russia                                                                               |    |    |     |    | 3º | 1º |    |    | 1º | 1º         |    |  |    |
| GP NHK Trophy                                                                                  |    |    |     |    |    |    | 1º | 2º |    |            |    |  |    |
| GP Skate America                                                                               |    |    |     | 4º | 3º | 1º | 1º |    |    |            | 3º |  | 2º |
| GP Skate Canada                                                                                |    |    |     |    |    |    |    | 1º |    |            |    |  |    |
| GP Trophée Eric Bompard                                                                        |    |    |     | 4º | 1º |    |    |    | 1º |            |    |  |    |
| Universiadi                                                                                    |    |    |     |    |    | 1º |    | 1º |    | 1º         |    |  |    |
| Internazionali: categoria Junior                                                               |    |    |     |    |    |    |    |    |    |            |    |  |    |
| Campionati mondiali                                                                            | 4º | 1º |     | 1º |    |    |    |    |    |            |    |  |    |
| JGP Finale                                                                                     | 5º | 1º | 1º  |    |    |    |    |    |    |            |    |  |    |
| JGP Canada                                                                                     | 2º |    |     |    |    |    |    |    |    |            |    |  |    |
| JGP Cina                                                                                       |    | 1º |     | 1º |    |    |    |    |    |            |    |  |    |
| JGP Giappone                                                                                   | 1º |    |     |    |    |    |    |    |    |            |    |  |    |
| JGP Italia                                                                                     |    |    | 1º  |    |    |    |    |    |    |            |    |  |    |
| JGP Norvegia                                                                                   |    | 1º |     |    |    |    |    |    |    |            |    |  |    |
| JGP Svezia                                                                                     |    |    | 1º  |    |    |    |    |    |    |            |    |  |    |
| Nazionali                                                                                      |    |    |     |    |    |    |    |    |    |            |    |  |    |
| Campionati cinesi                                                                              | 2º | 3º | 3º  | 1º | 2º |    |    |    | 1º |            |    |  | 1º |
| Eventi a squadre                                                                               |    |    |     |    |    |    |    |    |    |            |    |  |    |
| World Team Trophy                                                                              |    |    |     |    |    |    |    |    |    | 6 T (1º P) |    |  |    |
| GP = Grand Prix; JGP = Junior Grand Prix; S = risultato della squadra; P = risultato personale |    |    |     |    |    |    |    |    |    |            |    |  |    |